# Popillia mairessi
Popillia mairessi är en skalbaggsart som beskrevs av Ohaus 1897. Popillia mairessi ingår i släktet Popillia och familjen Rutelidae. Inga underarter finns listade i Catalogue of Life.